# Zífid de quatre dents meridional
El zífid de quatre dents meridional (Berardius arnuxii) és una espècie de zífid del gènere Berardius. A diferència d'una de les altres dues espècies d'aquest gènere, el zífid de quatre dents septentrional, aquesta espècie només viu a l'oceà Antàrtic i al sud dels oceans Atlàntic, Índic i Pacífic. Hi ha poc dimorfisme sexual entre els dos sexes i es mouen en grups d'aproximadament 10 membres.
Fou anomenat en honor del metge naval francès Maurice Arnoux.